# Джимми Джем и Терри Льюис
Джеймс Сэ́мюэл «Джи́мми Джем» Ха́ррис III (англ. James Samuel "Jimmy Jam" Harris III; род. 6 июня 1959) и Те́рри Сти́вен Лью́ис (англ. Terry Steven Lewis; род. 24 ноября 1956) — американский дуэт продюсеров и авторов песен, работающих в жанрах поп-музыки и современного ритм-н-блюза.
Музыканты получили большой успех и признание с середины 1980-х годов, когда начали сотрудничать с американской певицей Джанет Джексон. В 1987 году за продюсирование её альбома Control они получили премию «Грэмми», в категории «Лучший продюсер, неклассический».
Последующие работы дуэта с другими исполнителями также отличались успехом и в активе продюсеров, на сегодняшний день, 16 синглов, возглавлявших главный американский чарт Billboard Hot 100.

## История
Джимми Джем и Терри Льюис познакомились в выпускных классах школы в Миннеаполисе. После поступления в колледж они организовали группу Flyte Tyme, которая вскоре была переформирована в коллектив The Time. В 1981 году к ним присоединился музыкант Моррисс Дей и они стали сопровождать исполнителя Принса, как аккомпанирующий состав на его выступлениях. В составе The Time музыканты записали три альбома. После того, как он однажды опоздали на концерт, Принс уволил Джема и Льюиса и они покинули коллектив.
В 1982 году дуэт был представлен менеджеру Дине Эндрюс, которая вскоре занялась их карьерой и помогла основать лейбл Flyte Tyme Productions. Джем и Льюис записывают свои первые демо для других исполнителей, в том числе для SOS Band. После работы на различных артистов, Джон Макклейн, исполнительный директор A&M, знакомит дуэт с Джанет Джексон, которая недавно уволила своего отца и подписала контракт с новым лейблом. Джексон одобрила музыку продюсеров и записала с ними альбом Control, который стал бестселлером, разойдясь тиражом более 14 миллионов экземпляров по всему миру. Согласно мнению Рикки Винсента, автора книги Funk: The Music, The People, and The Rhythm of The One (1996), сотрудничество Джема, Льюиса и Джанет стало одним из важнейших событий 1980-х, так как они изменили танцевальную музыку, соединив модное звучание с индустриальными битами. Как было указано музыковедом Ричардом Дж. Рипани, автором книги The New Blue Music: Changes in Rhythm & Blues, 1950—1999 (2006), Control оказал наибольшее влияние на стиль ритм-н-блюз в истории, впервые проложив дорожку между R&B и рэп-музыкой. Его успех, как в мейнстримовых ритм-н-блюз чартах, так и в поп-мейнстриме «стал началом распространения многих стилистических приёмов рэпа в течение последующих лет и Джанет Джексон продолжала быть лидером в этих инновациях». Control был включён в целый ряд музыкальных публикаций, как один из самых важных альбомов в истории музыкальной индустрии, в том числе в список «100 лучших альбомов 1980-х» журнала Rolling Stone.
Впоследствии Джем и Льюис продолжили работать с Джексон и записали с ней такие успешные работы, как Janet Jackson’s Rhythm Nation 1814 (1989), janet. (1993), The Velvet Rope (1997) и All for You (2001). За некоторые синглы Джексон Джимми Джем и Терри Льюис снова удостоились наград «Грэмми», в том числе «That’s the Way Love Goes» получила награду в категории «Лучшая песня в стиле ритм-н-блюз», а «All for You» — в категории «Лучшая танцевальная запись».
В 1990-х гг. дуэт работал с такими известными исполнителями, как Boyz II Men и Мэрайя Кэри, написав для них несколько хитов № 1.
В 2000-х Джимми Джем и Терри Льюис работали с молодыми артистами и снова получили несколько наград за свои работы, в том числе «Грэмми» за песню «Be Blessed» Йоланды Адамс в 2006 году, две «Грэмми» за альбом Чаки Хан Funk This в 2007 году.

## Песни, занимавшие первое место вBillboardHot 100
- Джанет Джексон: «When I Think Of You», «Miss You Much», «Escapade», «Love Will Never Do (Without You)», «That’s the Way Love Goes», «Again», «Together Again», «Doesn't Really Matter» и «All for You».
- The Human League: «Human»
- Джордж Майкл: «Monkey»
- Кэрин Уайт: «Romantic»
- Boyz II Men: «On Bended Knee» и «4 Seasons of Loneliness»
- Мэрайя Кэри: «Thank God I Found You»
- Ашер: «U Remind Me»

## Награды
Джимми Джем и Терри Льюис были одиннадцать раз номинированы на премию «Грэмми» в категории «Лучший продюсер, неклассический».
| Год  | Награда | Категория                       | Результат |
| ---- | ------- | ------------------------------- | --------- |
| 1987 | Грэмми  | «Продюсер года, неклассический» | Победа    |
| 1990 | Грэмми  | «Продюсер года, неклассический» | Номинация |
| 1994 | Грэмми  | «Продюсер года, неклассический» | Номинация |
| 1995 | Грэмми  | «Продюсер года, неклассический» | Номинация |
| 1996 | Грэмми  | «Продюсер года, неклассический» | Номинация |
| 2001 | Грэмми  | «Продюсер года, неклассический» | Номинация |
| 2002 | Грэмми  | «Продюсер года, неклассический» | Номинация |
| 2003 | Грэмми  | «Продюсер года, неклассический» | Номинация |
| 2004 | Грэмми  | «Продюсер года, неклассический» | Номинация |
| 2005 | Грэмми  | «Продюсер года, неклассический» | Номинация |
| 2006 | Грэмми  | «Продюсер года, неклассический» | Номинация |